# Danh sách khu dự trữ sinh quyển tại châu Phi
Theo Chương trình con người và sinh quyển (MAB) của UNESCO, hiện nay có 60 khu dự trữ sinh quyển được công nhận như là một phần của Mạng lưới khu dự trữ sinh quyển thế giới ở châu Phi có mặt ở 27 quốc gia trong khu vực. Không bao gồm các khu dự trữ sinh quyển thuộc các quốc gia Bắc Phi, đã được xếp trong danh sách Danh sách khu dự trữ sinh quyển tại các nước Ả rập; khu dự trữ sinh quyển ở Sub-Saharan được sắp xếp trong khu vực Danh sách khu dự trữ sinh quyển tại châu Phi.

## Danh sách
Dưới đây là danh sách các khu dự trữ sinh quyển thuộc các quốc gia và vũng lãnh thổ tại châu Phi.

### Bénin
- Vườn quốc gia Pendjari (1986)
- Vườn quốc gia W (cùng với Burkina Faso và Niger) (2002)
- Khu dự trữ sinh quyển Mono, Benin (2017)
- Khu dự trữ sinh quyển xuyên quốc gia Mono (cùng với Togo) (2017)

### Burkina Faso
- Mare aux Hippopotames (1986)

### Cameroon
- Vườn quốc gia Waza (1979)
- Vườn quốc gia Bénoué (1981)
- Khu bảo tồn Dja Faunal (1981)

### Cộng hòa Congo
- Vườn quốc gia Odzala (1977)
- Dimonika (1988)

### Côte d'Ivoire
- Vườn quốc gia Taï (1977)
- Vườn quốc gia Comoé (1983)

### Cộng hòa Dân chủ Congo
- Yangambi (1976)
- Luki (1976)
- Lufira (1982)

### Ethiopia
- Kafa (2010)
- Yayu (2010)
- Sheka (2012)
- Khu dự trữ sinh quyển Rừng Majang (2017)

### Gabon
- Impassa-Makokou (1983)

### Ghana
- Vườn quốc gia Bia (1983)
- Vùng đầm phá Songor (2011)

### Guinea
- Khu bảo tồn thiên nhiên núi Nimba (1980)
- Khu dự trữ sinh quyển Ziama (1980)
- Badiar (2002)
- Vườn quốc gia Thượng Niger (2002)

### Guinea-Bissau
- Đảo Bissagos (1996)

### Kenya
- Vườn quốc gia núi Kenya (1978)
- Núi Kulal (1978)
- Malindi-Vườn quốc gia biển Watamu (1979)
- Khu bảo tồn biển Kiunga (1980)
- Vườn quốc gia Amboseli (1991)
- Vườn quốc gia núi Elgon (2003)

### Madagascar
- Mananara Nord (1990)
- Sahamalaza-Iles Radama (2001)
- Littoral de Toliara (2003)

### Malawi
- Núi Mulanje (2000)
- Hồ Chilwa (2006)

### Mali
- Boucle du Baoulé (1982)

### Mauritanie
- Đồng bằng châu thổ Sông Sénégal (chung với Senegal) (2005)

### Mauritius
- Macchabee/Bel Ombre (1977)

### Nam Phi
- Kogelberg (1998)
- Vườn quốc gia West Coast (2000)
- Khu dự trữ sinh quyển Waterberg (2001)
- Vườn quốc gia Kruger ở Blyde (2001)
- Mũi đất Winelands (2007)
- Vhembe (2009)
- Khu dự trữ sinh quyển Garden Route (2017)

### Niger
- Khu bảo tồn núi Aïr và Ténéré (1977)
- Vườn quốc gia W of Niger (chung với Benin và Burkina Faso) (2002)
- Khu dự trữ sinh quyển Gadabedji (2017)

### Nigeria
- Omo (1977)

### Rwanda
- Vườn quốc gia núi lửa Rwanda (1983)

### Senegal
- Samba Dia (1979)
- Saloum Delta (1980)
- Vườn quốc gia Niokolo-Koba (1981)
- Đồng bằng châu thổ Sông Sénégal (chung với Mauritanie) (2005)
- Ferlo (2012)

### Sudan
- Khu dự trữ sinh quyển Jebel Al Dair (2017)

### Tanzania
- Hồ Manyara (1981)
- Vườn quốc gia Serengeti và Khu bảo tồn Ngorongoro (1981)
- Đông Usambara (2000)

### Togo
- Oti-Keran / Oti-Mandouri (2011)
- Khu dự trữ sinh quyển Mono, Togo (2017)
- Khu dự trữ sinh quyển xuyên quốc gia Mono (cùng với Benin) (2017)

### Cộng hòa Trung Phi
- Basse-Lobaye (1977)
- Bamingui-Bangoran (1979)

### Uganda
- Vườn quốc gia núi Rwenzori (1979)
- Núi Elgon (2005)

### Zimbabwe
- Trung Zambezi (2010)